# Orto botanico di Koishikawa

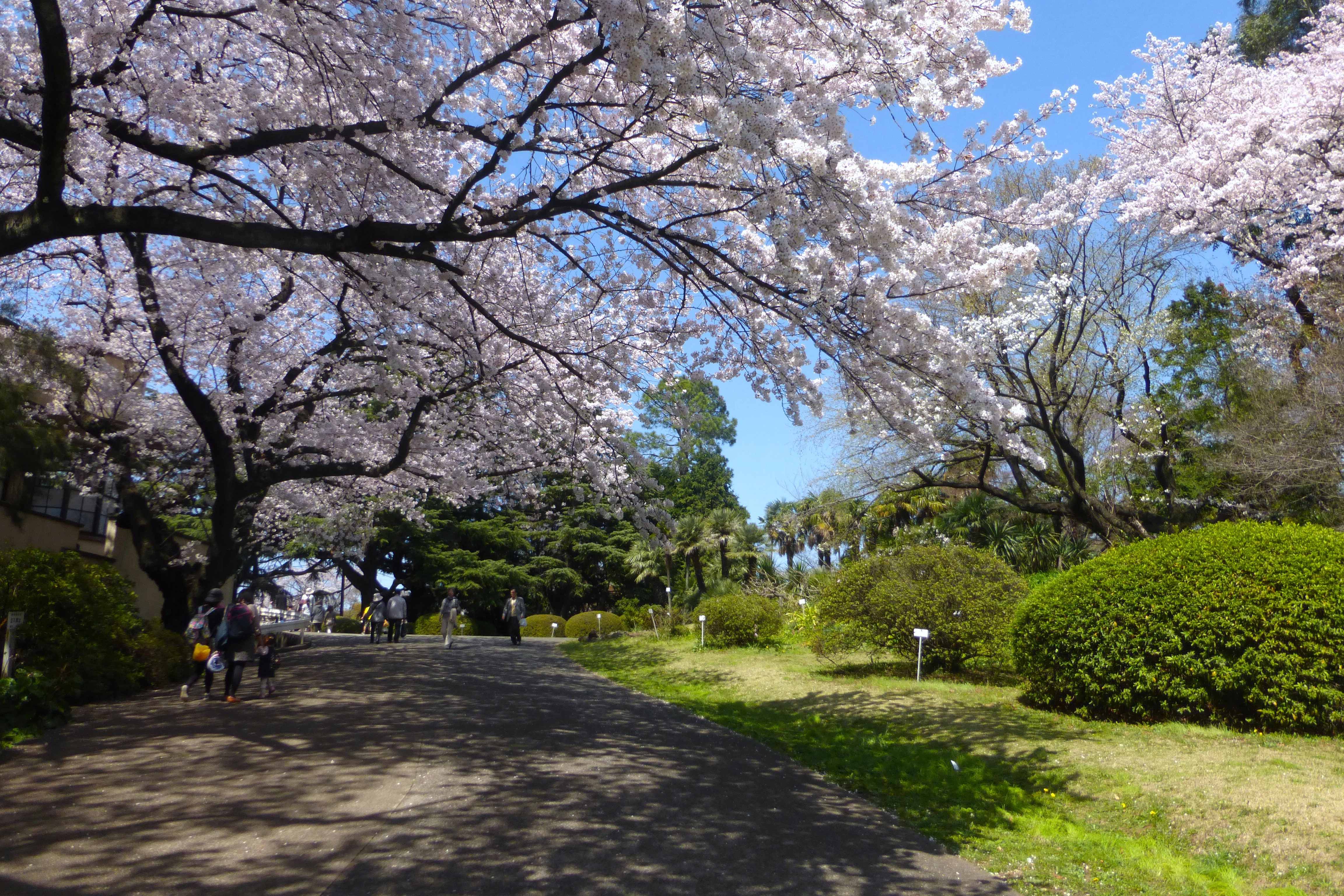
Fiori di ciliegio in primavera, 2015

L'Orto botanico di Koishikawa (小石川植物園?, Koishikawa Shokubutsuen, 40 acri, 16 ettari) è un complesso di orti botanici con arboreto gestito dalla Graduate School of Science dell'Università di Tokyo. Si trova a 3-7-1 Hakusan, Bunkyō, Tokyo, Giappone e aperto tutti i giorni tranne il lunedì; è prevista una tassa di ammissione. 
I giardini risalgono al 1684, quando il quinto Shogun Tokugawa, Tsunayoshi, istituì il giardino delle erbe medicinali di Koishikawa. Nel 1877, dopo la Restaurazione Meiji, divennero parte dell'università e luogo di nascita della ricerca botanica giapponese. Oggi le attività di ricerca sono focalizzate sull'evoluzione, sulla sistematica filogenetica e sulla fisiologia delle piante superiori.
Le collezioni dei giardini contengono circa 4.000 specie di piante, tra cui 1.400 specie legnose resistenti, 1.500 specie erbacee resistenti e 1.100 specie tropicali e subtropicali. Notevoli collezioni all'aperto includono camelie, ciliegie, aceri, primule giapponesi, alberi bonsai e piante alpine. Una forza particolare sono le specie selvatiche raccolte da Giappone, Corea, Taiwan e Cina.
I giardini contengono anche un erbario con 1,4 milioni di esemplari e una biblioteca di 20.000 libri e riviste.
Il Koishikawa Yojosho, un antico ospedale giapponese, fu fondato nei giardini delle erbe dall'ottavo shogun Tokugawa Yoshimune nel 1722.